# Lamelligomphus formosanus
Lamelligomphus formosanus – gatunek ważki z rodziny gadziogłówkowatych (Gomphidae). Występuje na Tajwanie (miejsce typowe) oraz w Chinach (stwierdzony w prowincjach Fujian, Kuejczou, Zhejiang i w regionie autonomicznym Kuangsi).